# Michele Bartoli
Pour les articles homonymes, voir Bartoli.
Michele Bartoli, né le 27 mai 1970 à Pise en Italie, est un coureur cycliste italien, professionnel de 1992 à 2004. Il a notamment remporté la Coupe du monde de cyclisme sur route en 1997 et 1998, le Tour des Flandres en 1996, Liège-Bastogne-Liège en 1997 et 1998, le Tour de Lombardie en 2002 et 2003 et la Flèche wallonne en 1999. Il a terminé l'année 1998 à la première place du classement UCI.

## Biographie
Michele Bartoli devient professionnel en 1992. Il est considéré comme un coureur de classiques et a remporté deux fois la Coupe du monde. Ce coureur longiligne, 179 cm pour 65 kg, était un spécialiste des courses d'un jour vallonnées, son palmarès en atteste (Liège-Bastogne-Liège 1997 et 1998, le Tour de Lombardie en 2002 et 2003, la Flèche wallonne 1999), où sa phénoménale capacité d'accélération faisait merveille. Néanmoins, il était très à l'aise aussi dans les Flandriennes (Tour des Flandres 1996, Circuit Het Volk 2001). Il est d'ailleurs l'un des très rares coureurs à s'être imposé au Tour des Flandres et dans la reine des courses ardennaises, Liège-Bastogne-Liège, ce qui montre son éclectisme. En revanche, il ne fut pas un coureur de grands tours, bien qu'il remportât deux étapes du Giro en 1994 et 1998. Il fut numéro un mondial du classement UCI en 1998 devant Laurent Jalabert.
Son allure féline sur le vélo, son "jump", sa capacité en course à se faire oublier et attaquer au moment où on l'attendait le moins, lui ont valu le surnom du Chat.
En 2002, Bartoli gagne en avril l'Amstel Gold Race. Il participe ensuite au Tour d'Italie qu'il quitte lors de la deuxième étape à la suite d'une fracture d'une aile iliaque. De retour à haut niveau en fin de saison, Bartoli n'est pas retenu pour les championnats du monde remportés par son compatriote Mario Cipollini mais s'impose sur le Tour d'Émilie puis Milan-Turin et le Tour de Lombardie. L'année suivante, il remporte à nouveau le monument lombard.
Il prend sa retraite à la fin de la saison 2004 après une dernière saison dans l'équipe danoise CSC. Il devient entraîneur pour des coureurs tels que Carlos Betancur ou Nairo Quintana.

## Palmarès, résultats et classements

### Palmarès amateur
- 1988
  - Internationale 3-Etappen-Rundfahrt (de)
  - 4e étape du Tour du Pays de Vaud
  - Coppa Martiri Lunatesi
  - 4e du championnat du monde sur route juniors
- 1989
  -  Champion du monde militaire du contre-la-montre par équipes (avec Flavio Milan, Diego Ferrari et Gialucca Tarocco)
- 1990
  - Gran Premio La Torre
  - Trofeo Salvatore Morucci
  - Pistoia-Livorno
  - Gran Premio Cementeria Fratelli Bagnoli
- 1991
  - Coppa Lanciotto Ballerini
  - 3e étape du Tour des régions italiennes
  - 2eb étape du Tour du Hainaut
  - Giro del Valdarno
  - Coppa Giulio Burci
  - Gran Premio di Diano Marina
  -  Médaillé d'argent de la course en ligne des Jeux méditerranéens
- 1992
  - 2e de Milan-Tortone

### Palmarès professionnel
| - 1993 - Semaine sicilienne : - Classement général - 1re, 3e et 6e étapes - 3e du Critérium des Abruzzes - 7e de la Flèche wallonne - 1994 - Flèche brabançonne - Grand Prix Pino Cerami - 13e étape du Tour d'Italie - Critérium des Abruzzes - 2e du Tour de Vénétie - 3e du Tour des vallées minières - 1995 - Trois Jours de La Panne : - Classement général - 1re étape - 3e de Liège-Bastogne-Liège - 3e du Tour de Lombardie - 4e de la Coupe du monde - 5e de Milan-San Remo - 7e du Tour des Flandres - 9e du Tour d'Espagne - 9e de Paris-Tours - 10e de l'Amstel Gold Race - 1996 - Tour de la province de Reggio de Calabre - 3e étape du Tour de Calabre - 3e étape de Tirreno-Adriatico - Tour des Flandres - Grand Prix de l'industrie et de l'artisanat de Larciano - 1re étape du Tour de Suisse - Tour de Vénétie - Grand Prix de Fourmies - Tour d'Émilie - 2e du Tour de Romagne - 2e du Grand Prix de Suisse - 3e du Tour de Calabre - 3e de Paris-Bruxelles - 3e du championnat du monde sur route - 3e de la Coupe du monde - 5e de la Leeds International Classic - 6e de Paris-Tours - 8e de la course en ligne des Jeux olympiques - 1997 - Coupe du monde - 4e étape du Tour méditerranéen - Trofeo Laigueglia - 3e étape de Tirreno-Adriatico - Liège-Bastogne-Liège - Grand Prix de Francfort - Trophée Melinda - 2e du Tour méditerranéen - 2e du Tour de Toscane - 3e du Classement UCI - 3e du Grand Prix de Fourmies - 4e de la Flèche wallonne - 4e du Tour de Lombardie - 5e de Milan-San Remo - 6e de l'Amstel Gold Race - 6e du Grand Prix de Suisse - 7e du Tour des Flandres - 10e du championnat du monde sur route - 1998 - Coupe du monde - 2e et 6e étapes du Tour méditerranéen - Tour de la province de Reggio de Calabre - 3e étape du Tour de Calabre - Classement général des Trois Jours de La Panne - Liège-Bastogne-Liège - Grand Prix du canton d'Argovie - 13e étape du Tour d'Italie - Grand Prix de Suisse - Tour de Romagne - 2e du Tour de Calabre - 2e du Grand Prix E3 - 2e de la HEW Cyclassics - 2e de la Coppa Sabatini - 3e de l'Amstel Gold Race - 3e de Paris-Bruxelles - 3e du Tour d'Émilie - Médaillé de bronze du championnat du monde sur route - 4e du Tour de Lombardie - 5e de la Flèche wallonne - 6e du Tour des Flandres | - 1999 - 3e étape du Tour d'Andalousie - 4e étape du Tour de la Communauté valencienne - Classement général de Tirreno-Adriatico - Flèche brabançonne - Flèche wallonne - 4e du Tour des Flandres - 4e de Liège-Bastogne-Liège - 2000 - Champion d'Italie sur route - Grand Prix de Plouay - 2e du Grand Prix de la ville de Camaiore - 2e du Trophée Melinda - 3e de la Coppa Placci - 4e de la course en ligne des Jeux olympiques - 4e du championnat du monde sur route - 5e du Tour de Lombardie - 2001 - Circuit Het Volk - Grand Prix de Camaiore - 2e du championnat d'Italie sur route - 5e du Tour de Lombardie - 7e de l'Amstel Gold Race - 10e de la Coupe du monde - 2002 - Tour méditerranéen : - Classement général - 1re (contre-la-montre par équipes) et 4e étapes - Amstel Gold Race - Tour d'Émilie - 2e étape du Tour de la province de Lucques - Milan-Turin - Tour de Lombardie - 3e de la Coupe du monde - 3e de la Flèche wallonne - 6e du Championnat de Zurich - 2003 - 3e étape du Tour de la Région wallonne - Tour du Latium - Tour de Lombardie - 2e du Tour de la Région wallonne - 2e du Tour de Vénétie - 2004 - 2e du Grand Prix Herning |  |

### Principales classiques et championnats du monde
Le tableau suivant présente les résultats de Michele Bartoli lors des classiques de la Coupe du monde, ainsi qu'aux championnats du monde.
| Année | Milan- San Remo | Grand Prix E3 | Tour des Flandres | Amstel Gold Race | Flèche wallonne | Liège- Bastogne-Liège | Championnat de Zurich | Paris-Tours | Tour de Lombardie | Championnats du monde |
| ----- | --------------- | ------------- | ----------------- | ---------------- | --------------- | --------------------- | --------------------- | ----------- | ----------------- | --------------------- |
| 1993  | 25e             | 19e           | -                 | -                | 7e              | -                     | -                     | 37e         | 43e               | -                     |
| 1994  | -               | -             | 41e               | 34e              | -               | -                     | 63e                   | 69e         | -                 | -                     |
| 1995  | 5e              | -             | 7e                | 10e              | -               | 3e                    | -                     | 9e          | 3e                | -                     |
| 1996  | 12e             | 30e           | Vainqueur         | 28e              | -               | 44e                   | 2e                    | 6e          | 37e               | 3e                    |
| 1997  | 5e              | -             | 7e                | 6e               | 4e              | Vainqueur             | 6e                    | 14e         | 4e                | -                     |
| 1998  | 8e              | 2e            | 6e                | 3e               | 5e              | Vainqueur             | Vainqueur             | 69e         | 4e                | 3e                    |
| 1999  | 64e             | 4e            | 4e                | 15e              | Vainqueur       | 4e                    | -                     | -           | -                 | -                     |
| 2000  | 39e             | -             | 96e               | -                | -               | -                     | 11e                   | -           | 5e                | 4e                    |
| 2001  | 11e             | -             | 15e               | 7e               | 11e             | 28e                   | 53e                   | 82e         | 5e                | 11e                   |
| 2002  | 45e             | -             | 55e               | Vainqueur        | 3e              | 59e                   | 6e                    | 98e         | Vainqueur         | -                     |
| 2003  | 110e            | -             | 16e               | 16e              | 40e             | 22e                   | 34e                   | 60e         | Vainqueur         | -                     |
| 2004  | 120e            | -             | 58e               | 15e              | 73e             | 27e                   | 24e                   | -           | -                 | -                     |

### Résultats sur les grands tours

#### Tour de France
5 participations
- 1996 : 19e
- 1997 : abandon (10e étape)
- 2000 : abandon (13e étape)
- 2001 : 33e
- 2004 : abandon (17e étape)

#### Tour d'Italie
3 participations
- 1994 : 43e, vainqueur de la 13e étape
- 1998 : hors délais (17e étape), vainqueur de la 13e étape,  maillot rose pendant un jour
- 2002 : non-partant (2e étape)

#### Tour d'Espagne
1 participation
- 1995 : 9e

## Distinctions
- Mémorial Gastone Nencini (révélation italienne de l'année) : 1993
- Oscar TuttoBici : 1996, 1997 et 1998
- Giglio d'Oro (coureur italien de l'année) : 1997 et 1998